# MILF
MILF è un acronimo tratto dal linguaggio gergale anglo-americano composto dalle iniziali delle parole dell'espressione Mother I'd Like to Fuck (traducibile con "madre che mi piacerebbe scopare"). Il termine designa generalmente donne mature considerate ancora sessualmente appetibili.

## Origine del termine

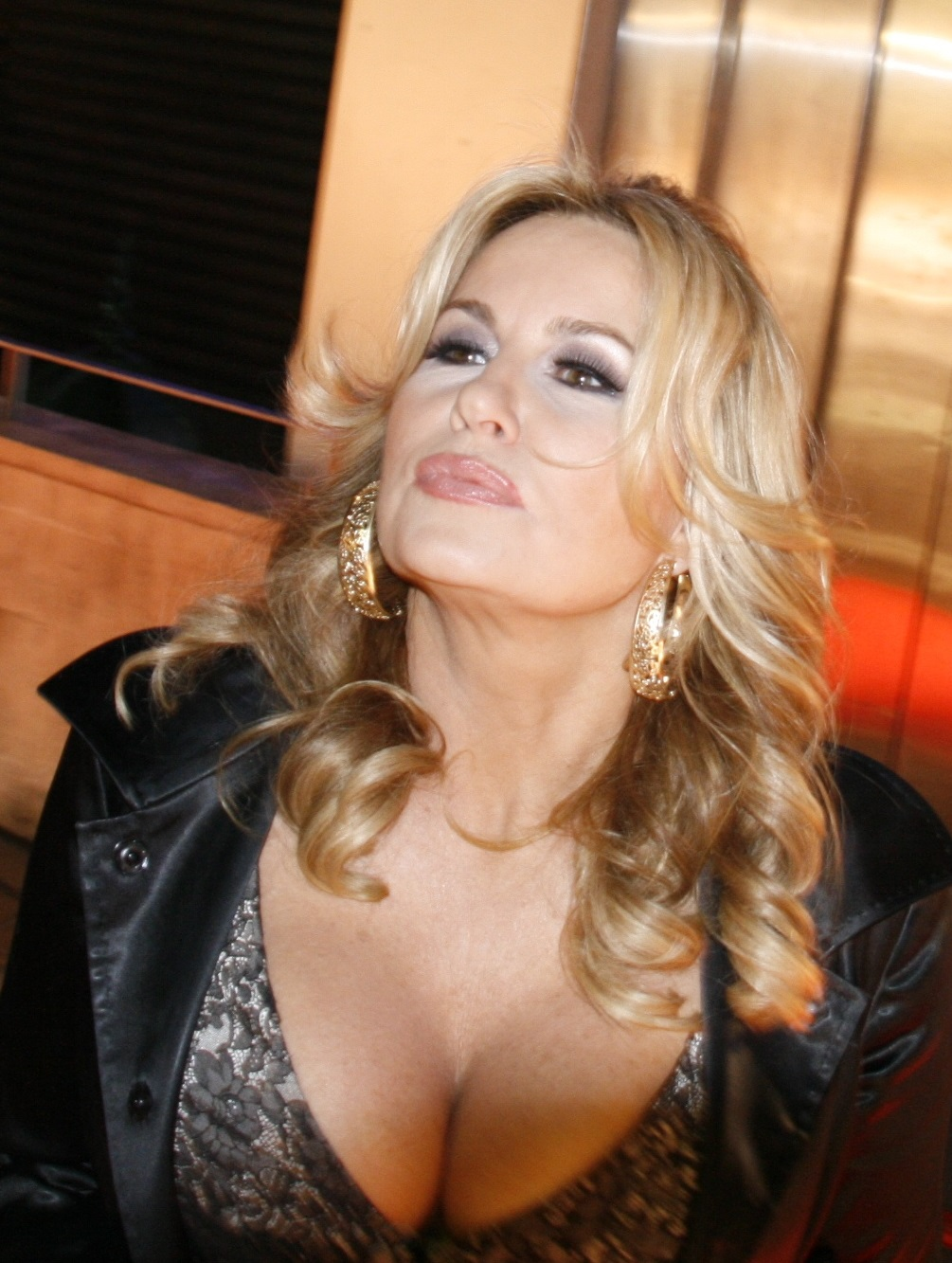
Jennifer Coolidge nel 2012

Il primo uso documentato della parola risale agli inizi degli anni novanta quando comparve in alcuni newsgroup di Internet; già nel 1995 un post scritto su Usenet definiva così le attraenti mamme fotografate su Playboy. La signora Robinson, celebre personaggio del film Il laureato interpretato da Anne Bancroft, può essere considerato il primo idealtipo di MILF.
Il termine è giunto alla notorietà in seguito al suo utilizzo in una battuta del film American Pie da parte di due ragazzi in riferimento a Jeanine, mamma del personaggio Stiffler impersonata dall'attrice Jennifer Coolidge. Nel doppiaggio italiano il termine è stato reso con "MIMF", Mamma che Io Mi Farei.
In ambito maschile (per lo più omosessuale) è usato il corrispettivo DILF, dove la D sta per daddy.

## Utilizzo nella pornografia

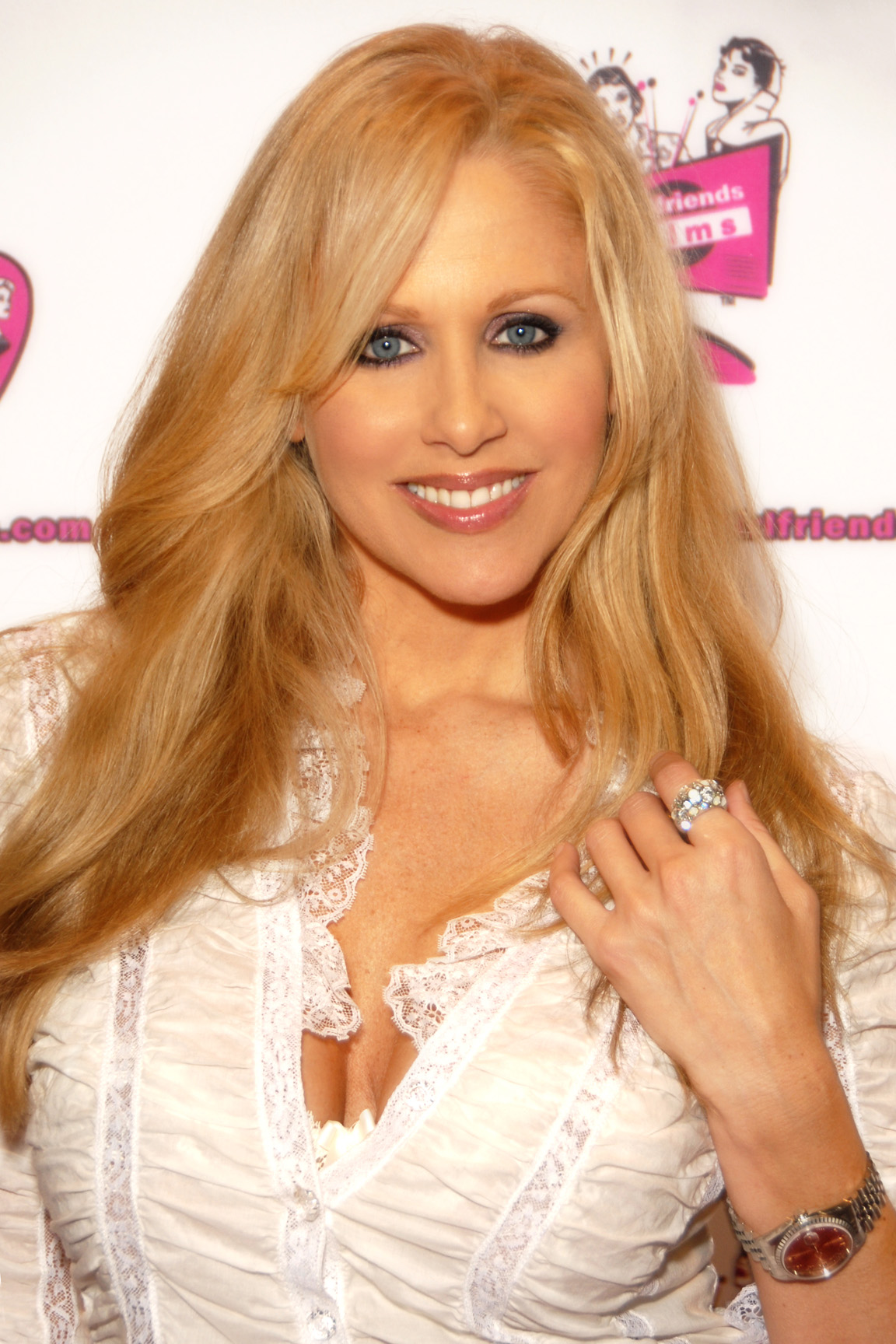
Julia Ann, pornostar vincitrice per tre volte del premio "AVN Award for MILF Performer of the Year" (2009, 2010 e 2014)

Il termine ha trovato una notevole diffusione nell'ambito della pornografia, in particolare quella diffusa via Internet: in questo ambito è utilizzato per definire foto e video nei quali ci sono donne di età non più giovanissima, ma neppure troppo avanzata (queste ultime vengono infatti classificate come granny), con evidente riferimento all'età in cui una donna di solito è già madre.
In genere in questo tipo di filmati è posta molta enfasi sulla procacità delle modelle o attrici che vi compaiono. Il riferimento implicito è al termine slang (originariamente afro-americano) motherfucker, che indica una persona tanto spregevole da avere rapporti sessuali con la propria madre (mentre MILF invariabilmente indica la madre di qualcun altro). Una delle situazioni tipiche che spesso caratterizza i porno MILF gioca sull'insoddisfazione o l'irrequietezza sessuale di una donna non più giovanissima.

## MILF e Cougar
Un vocabolo che viene spesso correlato a MILF è cougar ('puma'), che indica una donna matura che si comporta come una "predatrice" sessuale nei riguardi di uomini molto più giovani, a volte definiti "toy boy".
Anche se nella pratica una stessa persona può essere considerata sia una "MILF" che una "cougar", i due termini sottendono un punto di vista diverso se non proprio diametralmente opposto: nel primo caso quello degli uomini più giovani di lei, i quali considerano la donna in questione ancora attraente e sessualmente desiderabile, nel secondo caso quello di chiunque la consideri, a prescindere dalla sua avvenenza fisica, un'attiva cacciatrice di maschi giovani. I due termini, quindi, non sono affatto sinonimi, anche perché una donna con più di sessant'anni può essere una cougar, ma non rientra più nella categoria anagrafica delle MILF bensì in quella delle grannies ("nonnine") o GILF.